# Doce de castanha de caju

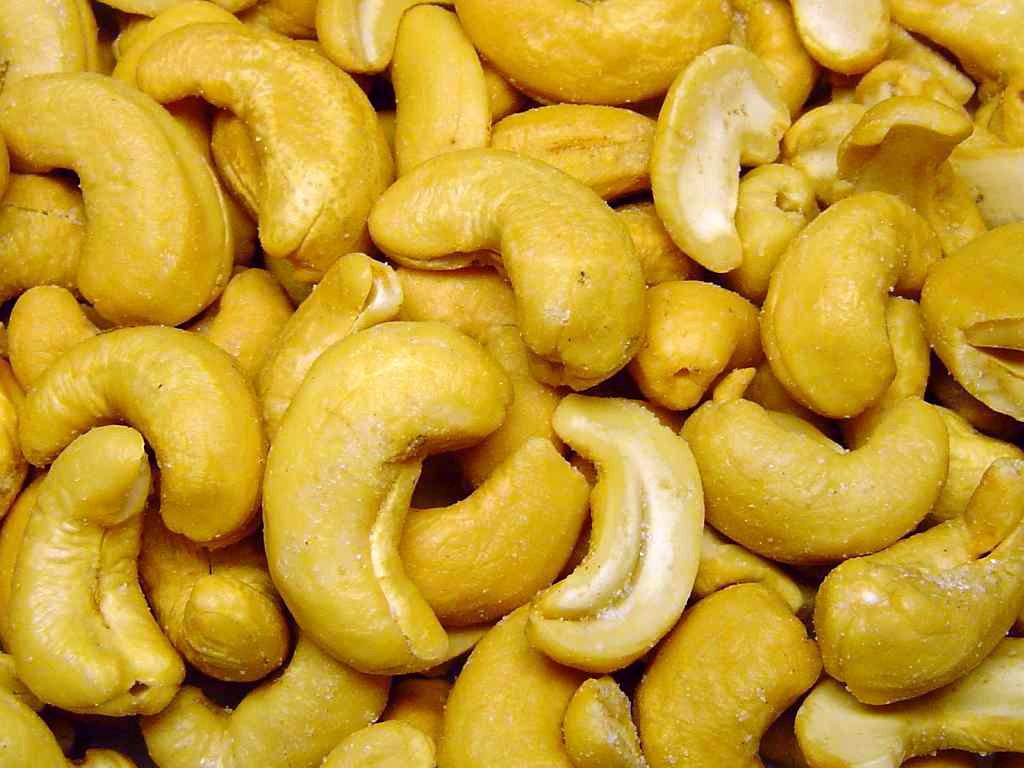
Castanhas de caju assadas

Doce de castanha de caju, podendo também ser chamado de paçoca de castanha de caju ou rapadura de castanha de caju, é um doce tradicional da culinária brasileira feito a base de castanha de caju triturada e açúcar misturados e prensados para que formem um tablete. Eventualmente, este produto pode ser apresentado na forma de farofa.